# 4016 Sambre
4016 Sambre è un asteroide della fascia principale. Scoperto nel 1979, presenta un'orbita caratterizzata da un semiasse maggiore pari a 2,4111392 UA e da un'eccentricità di 0,2262214, inclinata di 0,79009° rispetto all'eclittica.